# Day-Glo (Based on a True Story)
Day-Glo (Based on a True Story) è il 19° album in studio degli Erasure, pubblicato il 12 agosto 2022. L'album è stato creato ricostruendo brani del precedente album del gruppo The Neon (2020) ed è di natura sperimentale.
The Neon era stato registrato durante il lockddown del COVID-19 e pubblicato nell'agosto 2020, piazzandosi alla sua uscita alla numero quattro della UK Albums Chart e successivamente salendo alla numero tre, il posizionamento più alto della band in classifica dal 1994 con I Say I Say I Say'.. Day-Glo (Based on a True Story) è stato creato da Vince Clarke riarrangiando e remixando le registrazioni delle sessioni di The Neon e inviando le tracce strumentali ad Andy Bell per aggiungere la voce. L'album è stato realizzato in collaborazione con il produttore Gareth Jones.
Retro Pop lo ha valutato con quattro stelle su cinque scrivendo: "quasi quattro decenni nella loro carriera hanno spiazzato e pubblicato un album pieno di gemme autoreferenziali e, anche se forse non per i gusti di tutti, si distingue come uno dei i progetti più intriganti e creativi del loro catalogo."
The Quietus gli ha dato una recensione favorevole scrivendo: "L'intero album è un ammirevole esercizio di moderazione sonora".

## Tracce
1. Based on a True Story – 3:10
2. Bop Beat – 3:10
3. Pin-Prick – 3:02
4. The Conman – 3:14
5. Now – 3:18
6. Inside Out – 3:44
7. Harbour of My Heart – 3:23
8. 3 Strikes and You're Out – 3:04
9. Shape of Things – 3:12
10. The End – 3:12